# Obere Schleuse
Obere Schleuse, česky též Horní Splav, v Hinterhermsdorfu je přehrazená soutěska řeky Křinice. Leží na německo-české státní hranici na území Národního parku Saské Švýcarsko a má délku 700 metrů. Zbudována byla kvůli plavení dřeva, které zde probíhalo až do roku 1967. Od ledna do října se zde provozuje jízda na pramicích. U nástupiště pramic je hloubka 1 metr, u přehrady 7 metrů. Teplota vody dosahuje v létě jen 8 °C. V zimním období, kdy se na pramicích nejezdí, není voda přehrazená a Křinice teče původním řečištěm.